# 南黑文 (紐約州)
南黑文（英語：South Haven）是位於美國紐約州薩福克縣的非建制地區。

## 歷史
南黑文的郵局於1853年設立，其後於1911年停運。

## 地理
南黑文所處的海拔為高於海平面9米（即30英呎），而該地所採用的時區為UTC-5，即北美东部时区（EST）。同時該地設有夏令時間，為UTC-5調快一小時，即UTC-4（EDT）。